# Mitsubishi Electric
Mitsubishi Electric Corporation, en japonés 三菱電機株式会社 (Mitsubishi Denki Kabushiki-gaisha) es un fabricante japonés de materiales eléctricos y arquitectónicos y uno de los mayores fabricantes mundiales de paneles fotovoltaicos, competidor directo de Sharp, Kyocera, BP Solar y Shell Solar. Fundada el 15 de enero de 1921, Mitsubishi Electric forma parte del conglomerado Mitsubishi y está listada en el índice TOPIX 100.